# كينتا كانو
كينتا كانو (باليابانية: 狩野 健太) (2 مايو 1986 في شيزوكا في اليابان – )؛ هو لاعب كرة قدم ياباني سابق كان يلعب كلاعب وسط.

## وصلات خارجية
- كينتا كانو على موقع رابطة كرة القدم اليابانية للمحترفين (اليابانية)
- كينتا كانو على موقع قاعدة بيانات كرة القدم.إي يو (الإنجليزية)
- كينتا كانو على موقع Soccerway.com (الإنجليزية)
- كينتا كانو على موقع عالم كرة القدم.نت (الإنجليزية)
- كينتا كانو على موقع كووورة